# Kuntao
| Kuntao             |                                                                                          |  |
| Chinesisch         | 拳道                                                                                     |  |
| Pinyin             | Quán Dào                                                                                 |  |
| Zhuyin:            | ㄑㄩㄢㄉㄠ                                                                               |  |
| Pe̍h-ōe-jī          | kûn-thâu                                                                                 |  |
| Filipino           | Kuntaw                                                                                   |  |
| Bahasa Melayu      | Kuntao                                                                                   |  |
| Auch bekannt unter | - Kun Tao - Kune Tao - Kun Dao - Kun Do - Kuon Tao - Kuntow - Kuntou                     |  |
|                    |                                                                                          |  |
| Heimisch in        | - Brunei - Volksrepublik China - Taiwan - Indonesien - Malaysia - Philippinen - Singapur |  |

Kuntao (Hokkien: Weg der Faust, 拳道) ist eine in Südostasien verbreitete Kampfkunst südchinesischen Ursprungs und wird oft zu der Familie der südlichen Boxstile (南拳, Pinyin: Nán Quán) gezählt. Hauptsächlich wird es in Indonesien, Malaysia, den Philippinen, Singapur und Taiwan betrieben. Wegen der unterschiedlichen Latinisierungen südostasiatischer Sprachen existieren viele Schreibweisen parallel zueinander; ferner wurden etliche Kuntaostile über die Jahrhunderte hinweg mit anderen südostasiatischen Stilen vermischt. In der westlichen Welt wird das Wort Kuntao oft fälschlicherweise als Hokkien-Lesart des Quanfa (Prinzip der Faust 拳法) abgetan und übersetzt.

## Geschichte
Einer Legende nach brachte der Mönch Lama Darmon die Kunst zur Zeit der Yuan-Dynastie (1280–1368) von China nach Indonesien. Es ist allerdings nicht überliefert, wo der Mönch landete oder wo er lebte und lehrte. Zudem wird ihm oft nachgesagt, ein Shaolinmönch und/oder ein taoistischer Mönch gewesen zu sein, obgleich sein Name ihn als Lama identifiziert. Gleichzeitig gibt es auch eine Strömung, die behauptet, Darmon sei ein tibetanischer Mönch gewesen, der von 1912 bis 1942 auf Java unter dem Namen Liem Ping Wan lebte und lehrte. Letzteres erklärt allerdings keineswegs, weswegen Kuntao auf Sulu, den Philippinen und auf Mindanao als traditionelle Kampfkunst und Kulturerbe angesehen wird. Gesichert ist nur, dass Kuntao sehr stark mit den ostindonesischen, malaiischen, bruneiischen und südphilippinischen Kulturen verflochten ist.
Historiker gehen jedoch davon aus, dass Kuntao sich im Zuge der Handelsbeziehungen zwischen Südostasien und China in diesem Raum verbreitete. Handelsbeziehungen zwischen Südostasien und China lassen sich bis ins 1. Jhdt. n. Chr. zurückverfolgen, wie sich z. B. anhand von chinesischen Keramiken, die bei Ausgrabungen auf den Inseln Java und Sumatra aus dieser Zeit gefunden wurden, festlegen lässt. Darüber hinaus entdeckte man Kriegerskulpturen aus Sumatra, deren Rüstungen unverkennbare chinesische Züge aufweisen.
Südostasiatische Kuntaostile unterscheiden sich etwas von den chinesischen und taiwanesischen Stilen, da sie an die dortige Umgebung sowie an die ursprünglichen südostasiatischen Stile und Waffen angepasst wurden. Da Kampfkünste in Asien aber häufig nur innerhalb von Familienverbänden an direkte Verwandte weitergegeben wurden, scheint ein gegenseitiger Wissensaustausch in dieser Hinsicht unwahrscheinlich.

## Etymologie
Die Zeichenkombination „拳道“ ist eine gängige in der Welt der asiatischen Kampfkunst, wie sich an Kampfkunstnamen wie Taekwondo (跆拳道) oder Jeet Kune Do (截拳道) sehen lässt. Während das Zeichen 拳 (Pinyin: Quán) Faust bedeutet und für alle Hand- und Armtechniken steht, ist 道 (Pinyin: Dào) das Zeichen für Weg, steht im weiteren Sinne für Lehre und ist das gleiche Zeichen wie im Taoismus (道教). Wortwörtlich übersetzt lässt sich Kuntao deswegen als „Weg der Faust“ bzw. „Methode/Lehre der Faust“ übersetzen, bedeutet sinngemäß allerdings lediglich „Kampfkunst“. Dennoch sollte Kuntao nicht mit Quánfǎ (拳法, Hokkien: Kun Huat), was „Methode der Faust“ heißt, verwechselt werden. Letzteres ist ein altertümlicher, allgemeiner Begriff für chinesische Kampfkünste, wohingegen Kuntao sich auf eine spezifische Unterart der chinesischen Kampfkünste bezieht.

## Philosophie
Allein wegen seines Namens kann argumentiert werden, dass Kuntao nicht zur Selbstverteidigung konzipiert wurde.

## Kuntao in Asien
Die südchinesische Kultur hat die südostasiatische stark geprägt, sowohl im politischen, linguistischen, kulturellen, religiösen als auch im familiären Sinne. In allen Nationen gibt es dementsprechend auch lokale Begriffe für Chinesen und Mischlingskinder zwischen Chinesen und Malaiien, so werden letztere in Indonesien Babah und auf den Philippinen Mestizo oder Tsiñito genannt. Dieses Aufeinandertreffen beider Kulturen hat auch die Kampfschulen der jeweiligen Regionen verändert.

### Kuntao in Indonesien
Zu Zeiten der niederländischen Ostindien-Kompanie wurde aus unterschiedlichen ökonomisch-politischen Gründen verstärkt auf eine Migration von Chinesen in den malaysischen Archipel gesetzt. Hierbei achteten die verschiedenen Kolonialmächte Südostasiens darauf, dass möglichst keine Verbrüderung zwischen den Malayen und den Han-Chinesen zustande kommen sollte. Dies ist einer der tragenden Gründe, weswegen Kuntao vor allem in Malaysia und Indonesien fast ausschließlich innerhalb der chinesischen Gesellschaft blieb. Dennoch synchretisierten die Indonesier ihre Schulen mit der chinesischen und nannten das Ergebnis Kuntao Silat.

### Kuntao auf den Philippinen
Obwohl Kuntao zu den FMA gezählt wird, ist diese Kunst auf den Philippinen hauptsächlich im Südwesten des Landes zu finden und wird traditionell von den Tausūg praktiziert.

#### Kuntao bei der Philippinischen Polizei
Kuntao ist Bestandteil der Ausbildung des Sonderkommandos der philippinischen Polizei (SAF, Special Action Force), des Nationalamts für Ermittlungen (NBI, National Bureau of Investigation) und der Krisen-Interventions-Abteilung (CRG, Crisis Response Group).

## Kuntao in der westlichen Welt
Kuntao ist sowohl in der westlichen Welt als auch in Südostasien selbst eine verhältnismäßig unbekannte Kampfart; es existieren weder große Verbände noch eine durchgehende Kleiderordnung.

### Kuntao in den USA
Vor allem nach den „Mai-Unruhen“ in Indonesien im Jahr 1998 und während der Diktatur von Haji Mohamed Suharto flüchteten viele indonesische Chinesen ins Exil. Da sich unter den Flüchtlingen Meister und Schüler des Kuntao befanden, gründeten diese unter anderem in den USA etliche Kuntao-Schulen. Zusätzlich hinzu kommt noch eine große Anzahl an philippinischen Migranten, die während und nach der US-Kolonialzeit nach Amerika auswanderten und dort ihre heimischen Stile unterrichteten.

## Unterschiede zwischen Kuntao und Kuntao Silat
Während Kuntao sowohl die rein chinesische als auch die südostasiatische Form der Kampfkunst beschreiben kann, bezieht sich Kuntao Silat ausschließlich auf die malaiischen Formen dieser Kampfart. Der Hauptunterschied besteht darin, dass bei der letzteren der Fokus auf südostasiatische Waffen und Kampfmethoden liegt; Kuntao wurde hierbei mit den bereits bestehenden Stilen wie Pencak Silat oder Arnis verschmolzen.